# Bradyagaue
Bradyagaue (лат.) — род морских тромбидиформных клещей семейства Halacaridae из надотряда Acariformes.

## Описание
Морские клещи микроскопических размеров. Длина тела около 1 мм (460—1100 мкм). Отличаются следующими признаками: идиосома удлинённая, длина примерно вдвое больше ширины. Нога III прикрепляется примерно на середине длины идиосомы. Дорсальная и вентральная щитки большие. Пластинки по краю (реже и дорсально) с церотегументальными слоями. Спинные пластинки не сильно скульптурированы, покровы равномерно пронизаны очень тонкими канальцами. Дорзум с 6 парами идиосоматических щетинок; аданальные щетинки есть на анальной пластинке. Из четырех пар ног две передние обращены вперед, а две — назад. Относительно короткие ноги имеют шесть сегментов. Тело слабо склеротизовано.
Во время развития имеют одну личиночную и две нимфальные стадии (прото- и дейтонимфы). Bradyagaue встречаются повсеместно, распространены как в полярном, так и в умеренно теплом климате, в прибрежных водах, а также на глубинах до 1500 м. Описано почти 20 видов, из них двенадцать обитают в южном полушарие. Bradyagaue предположительно живут на столонах водорослей. Один из обследованных самцов имел прикреплённый к ноге IV сперматофор.

## Классификация
Около 20 видов. Род входит в состав подсемейства Halixodinae Viets, 1927. Halixodes напоминает виды рода Agaue, но отличается строением ног. Задние лапки Bradyagaue слегка изогнуты, средний коготок всех лапок увеличен, парные коготки тонкие;, у Agaue, напротив, лапки прямые, средний коготок маленький или незаметный.
- Bradyagaue alberti (Trouessart, 1902)
- Bradyagaue aspidionis  Newell, 1984
- Bradyagaue bradypus (Newell, 1949)
- Bradyagaue caraensis  (Sokolov, 1952)
- Bradyagaue crassa  Bartsch, 1990[5]
- Bradyagaue crozetis  Bartsch, 1992[6]
- Bradyagaue drygalskii (Lohmann, 1907)
- Bradyagaue exilis  Bartsch, 2004
- Bradyagaue gracilis  Newell, 1984
- Bradyagaue grandiphora  Newell, 1984
- Bradyagaue lamellosa  Bartsch, 1990
- Bradyagaue medialis  Newell, 1984
- Bradyagaue meteoris  Bartsch, 1991
- Bradyagaue orientalis  (Sokolov, 1952)
- Bradyagaue rugosa  Newell, 1984
- Bradyagaue quadriseta Newell, 1971
- Bradyagaue scutella  Bartsch, 1992
- Bradyagaue stocki  Bartsch, 1992[7]